# بينيميتينيب
بينيميتينيب (Binimetinib) ، الذي يباع تحت الإسم التجاري ميكتوفي ( Mektovi)، كدواء لعلاج الورم الميلانيني.  يستخدم على وجه التحديد مع إنكورافينيب ( encorafenib ) في الحالات التي تكون فيها BRAF V600 إيجابية و لا يمكن إزالتها بالجراحة.  يتم تناوله عن طريق الفم. 
تشمل الآثار الجانبية الشائعة لهذا العقار على: التعب و الغثيان و الإسهال و آلام البطن.  إضافة إلى ذلك، فقد تشمل الآثار الجانبية الأخرى تلف القلب، و جلطات الدم، و مشاكل في العين، و مرض الرئة الخلالي، و مشاكل في الكبد، و انهيار العضلات، و النزيف.  أما استخدامه أثناء الحمل فقد يؤدي إلى الإضرار بالجنين.  و يعمل عن طريق منع MEK ، و منع تنشيطه بواسطة BRAF، و بالتالي إبطاء نمو السرطان. 
تمت الموافقة على استخدام بينيميتينيب كدواء في كل من الولايات المتحدة و أوروبا في عام 2018.   في المملكة المتحدة، يكلف العلاج لمدة 4 أسابيع هيئة الخدمات الصحية الوطنية حوالي 4500 جنيه إسترليني اعتبارًا من عام 2021.  و يكلف هذا المقدار في الولايات المتحدة حوالي 12800 دولار أمريكي. 